# Agrafa (gmina)
Agrafa (gr. Δήμος Αγράφων, Dimos Agrafon) – gmina w Grecji, w administracji zdecentralizowanej Tesalia-Grecja Środkowa, w regionie Grecja Środkowa, w jednostce regionalnej Eurytania. W 2011 roku liczyła 6976 mieszkańców. Powstała 1 stycznia 2011 roku w wyniku połączenia dotychczasowych gmin: Frangista, Winiani, Aspropotamos, Aperandia i Agrafa. Siedzibą gminy jest Kerasochori.